# Madnoor, Aurad
Madnoor là một làng thuộc tehsil Aurad, huyện Bidar, bang Karnataka, Ấn Độ.